# ブルンジのサッカー
ブルンジのサッカーでは、ブルンジにおけるサッカーについて記述する。

## 概要
ブルンジ国内でも他のアフリカ諸国同様に、サッカーが圧倒的に1番人気のスポーツとなっている。1972年にプロサッカーリーグの『ブルンジ・プレミアリーグ』が創設された。
2022年10月6日に発表されたFIFAランキングの順位は141位。
ブルンジサッカー連盟 (FFB)によって構成されるサッカーブルンジ代表は、これまでFIFAワールドカップへの出場歴はないものの、アフリカネイションズカップには2019年大会で悲願の初出場を果たした。
ブルンジにおける著名なサッカー選手としては、かつてイングランド・プレミアリーグのWBAで活躍したサイド・ベラヒーノが挙げられる。